# 昆西 (密西根州)
昆西（英語：Quincy），是一个美国乡镇，位於密歇根州分县。  根據2010年的人口普查，當地人口為1,652人。

## 地理
昆西位於41°56′39″N 84°53′02″W / 41.94417°N 84.88389°W的，當地的海拔為1,017英尺（310）。
根据美国人口普查局，當地的总面积为1.22平方英里（3.16平方）。

### 2010年人口普查
根據2010年人口普查，當地的人口為1,652人，有634戶家庭，其中436戶家庭居住在村里。